# Хотелска соба (филм)
„Хотелска соба” је југословенски кратки филм из 1975. године. Режирао га је Ванча Кљаковић који је написао и сценарио.

## Улоге
| Глумац            | Улога |
| ----------------- | ----- |
| Божидар Смиљанић  |       |
| Фабијан Шоваговић |       |